# Gisela Brandt
Gisela Anna Melanie Brandt (* 26. Dezember 1932 in Międzyrzecz) ist eine deutsche Germanistin.

## Leben
Nach dem Abitur 1951 in Stadtroda studierte sie von 1952 bis 1956 Germanistik in Jena (1956 Staatsexamen Oberstufenlehrer). Nach der Promotion A 1972 zum Dr. phil. an der Humboldt-Universität zu Berlin und der Promotion B 1981 zum Dr. sc. phil. (Deutsche Sprache) in Berlin war sie von 1983 bis 1992 Professorin für Geschichte der deutschen Sprache in Rostock.

## Schriften (Auswahl)
- mit Johanna Kootz und Gisela Steppke: Zur Frauenfrage im KapitalismusFrankfurt (am Main): Suhrkamp 1973, ISBN 978-3-518-00581-1, Reihe edition suhrkamp 581.
- mit Erwin Arndt: Luther und die deutsche Sprache. Leipzig 1983, 2. Aufl. 1987.
- Volksmassen – Kommunikation – Sprachentwicklung unter den Bedingungen der frühbürgerlichen Revolution (1524–1526). Berlin 1987.
- Thomas Müntzers sprachliches Wirken im 16., 17. und 18. Jahrhundert über die Hymnen des „Deutschen Kirchenamtes“ (1523). Göppingen 1992.
- Ursula Weyda – prolutherische Flugschriftautorin (1524). Soziolinguistische Studien zur Geschichte des Neuhochdeutschen. Stuttgart 1997.
- Die „Mitauischen Nachrichten“ und ihre Nachfolger 1766–1810. Berlin 2020